# Thaumaina deliciosa
Thaumaina deliciosa är en fjärilsart som beskrevs av Robert Grant Wind och Clench 1945. Thaumaina deliciosa ingår i släktet Thaumaina och familjen juvelvingar. Inga underarter finns listade i Catalogue of Life.